# Fronton (pelote valencienne)
Pour les articles homonymes, voir Fronton.
Le  fronton (frontó en valencien) est une des huit modalités de jeu de la pelote valencienne. Elle consiste à faire rebondir la pelote sur un mur, c’est une modalité de style indirect.

## Histoire
Le plus ancien fronton connu en pays valencien est le Jai Alai situé à proximité de l'Alameda. Le 12 juin 1894 le journal El Mercantil annonçait une partie où les joueurs valenciens affrontaient quatre pelotaris basques : Arana et Otxandiano contre Urzelain et Mondragon.
Peu à peu, le jeu de pelote valencienne avec un fronton a évolué. On a substitué la pelote traditionnelle à une pelote de tec et les dimensions de l’aire de jeu ont changé. Toutefois les deux modalités de style direct,  l'Escala i corda et le Raspall, sont toujours restées les plus populaires et les seules à compter des joueurs professionnels.
Aujourd’hui, les pelotaris basques et valenciens se limitent à des rencontres informelles ou à des tournois d’exhibition car leurs pelotes et leurs terrains de jeux respectifs sont différents.

## L’aire de jeu

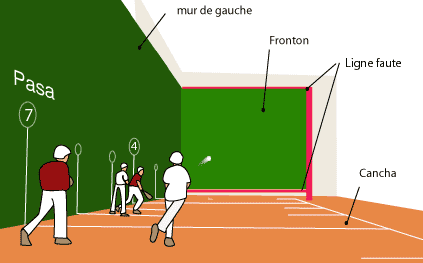
Fronton, vocabulaire

Le fronton valencien présente une aire de jeu rectangulaire avec trois murs :
- Le frontis, est un mur devant lequel les joueurs se placent et envoient la balle pour la faire rebondir. Une ligne horizontale est tracée à 90 cm de haut pour indiquer le niveau en dessous duquel la pelote ne doit pas toucher.

- La muralla est une paroi de 25 mètres située à gauche du frontis. Des lignes verticales numérotées de un à dix y sont marquées. Elles  servent au placement des joueurs et à indiquer la ligne de faute et la ligne de passe[1].

- Le rebot est le troisième mur situé à l’angle de la muralla et en face du frontis.  Il constitue la grande différence avec la pelote basque. Il permet à la pelote de rebondir avec force et donne de la vivacité au jeu.

Le public est tenu de rester à une distance de sécurité minimale sur le quatrième côté. Celui-ci se nomme la contracanxa.  Les spectateurs disposent généralement de gradins ou même de sièges et sont complètement séparés des joueurs.

## Pelote

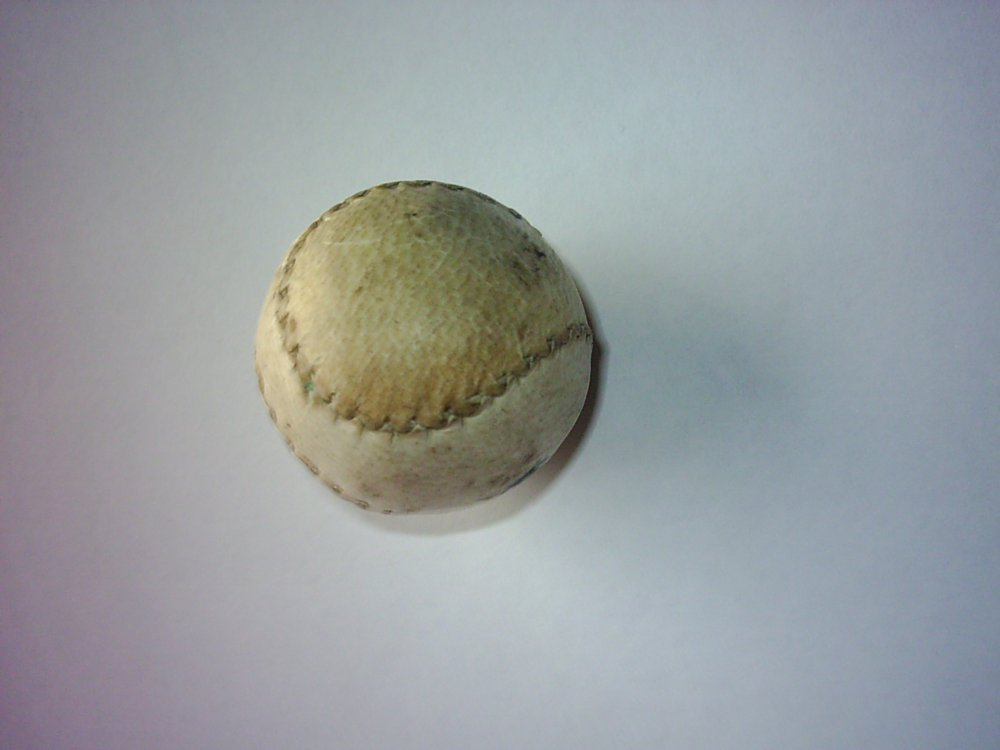
Pelote de tec

On joue au fronton valencien avec des pelotes de tec. Ce sont des balles blanches faites en peau de chèvre. Elles sont plus dures et plus lourdes que les badanas, faites en peau de mouton, et plus grosses que les vaquetas, faites en cuir de vache. Elles pèsent entre 45 et 50 gr et leur diamètre varie entre 38 et 40 mm.

## Règles
Les pelotaris, jouent sur la même piste l’un contre l’autre ou à deux équipes de deux l’une contre l’autre. Une équipe est vêtus de bleu et l’autre de rouge, couleur favorite des joueurs car supposée donner plus de force.
En raison de l'influence de la pelote basque il est maintenant courant de compter les points en 22. Toutefois, la Fédération de pelote valencienne continue à jouer ses tournois selon les règles traditionnelles valenciennes :
Un match se joue jusqu'à ce que l'une des équipes atteigne 40 points. On compte les points de 5 en 5, valant pour un jeu (joc). Tour à tour chaque équipe sert un jeu. Il  est constitué de 4 Quinzes : 15, 30, val et joc. Celui qui gagne le val atteint le joc et marque 5 points.
Un quinze commence quand un joueur fait rebondir la balle avant de la ligne de faute et la lance contre le frontis. Après avoir rebondit elle doit passer la ligne de faute sans dépasser la ligne de passe. Chaque équipe renvoie la balle alternativement avec les mains sur le frontis au-dessus d’une ligne horizontale de 90 cm, après qu'elle t fait un premier rebond sur le sol ou quand elle est encore en l'air. Si la balle dépasse la ligne de passe, les équipes servent à nouveau.
Le quinze est gagné quand l'équipe adverse ne peut pas renvoyer la balle en fonction de ces règles ou commet une des fautes suivantes :
- Si la pelote n'atteint pas le frontis.
- Si, dans le service, la pelote n'atteint pas la ligne de faute.
- Si la pelote touche sous la ligne horizontale de 90 cm du frontis, ou passe au-dessus ou sur les murs latéraux.
- Si la pelote rebondit deux fois sur le terrain, ou si elle rebondit une fois à l'extérieur de la piste
- Si la pelote n'est pas frappée avec la main.

## Compétitions
- Campionat Autonòmic de Frontó Individual
- Campionat Autonòmic de Frontó per Parelles
- Obert d'Albal de frontó valencià
- Òpen Ciutat de València
- Trofeu Costa Blanca
- Trofeu Platges de Moncofa de Frontó
- Trofeu President de la Diputació de València